# مارجوري ماثيوز
مارجوري ماثيوز (بالإنجليزية: Marjorie Matthews)‏ هي قسيسة أمريكية، ولدت في 11 يوليو 1916 في أوناواي في الولايات المتحدة، وتوفيت في 30 يونيو 1986.